# Rodriguezia rigida
Rodriguezia rigida är en orkidéart som först beskrevs av John Lindley, och fick sitt nu gällande namn av Heinrich Gustav Reichenbach. Rodriguezia rigida ingår i släktet Rodriguezia och familjen orkidéer. Inga underarter finns listade i Catalogue of Life.